# Micropachycephalosaurus
Micropachycephalosaurus hongtuyanensis
Genre
Espèce
Micropachycephalosaurus est un genre éteint de tout petits dinosaures herbivores ornithischiens, classé pendant longtemps dans la famille des pachycéphalosauridés. De nouvelles analyses phylogénétiques au début du XXIe siècle remettent en question son appartenance aux Pachycephalosauridae et aboutissent, en 2011, à le classer comme un cératopsien basal. Son nom signifie « lézard à la petite tête épaisse ».
Il a vécu en Chine au cours du Crétacé supérieur.
L'espèce type et seule espèce du genre est Micropachycephalosaurus hongtuyanensis, décrite par le paléontologue chinois Dong Zhiming en 1978.

## Découverte et description
Le seul squelette trouvé est incomplet. Il a été découvert dans la formation géologique de Jiangjunding, une formation appartenant au groupe de Wangshi, un ensemble de formations géologiques de la région du Shandong en Chine, dont les strates datent du Crétacé supérieur. La formation de Jiangjunding est attribuée au Coniacien, soit il y a environ entre 89,8 et 85,7 millions d'années. 
Ce petit bipède herbivore possède des os très épais et de petites dents à l'avant de la mâchoire. Sa longueur est estimée à 50 cm pour une masse de l'ordre de 5 kg.